# Humphrey Cook

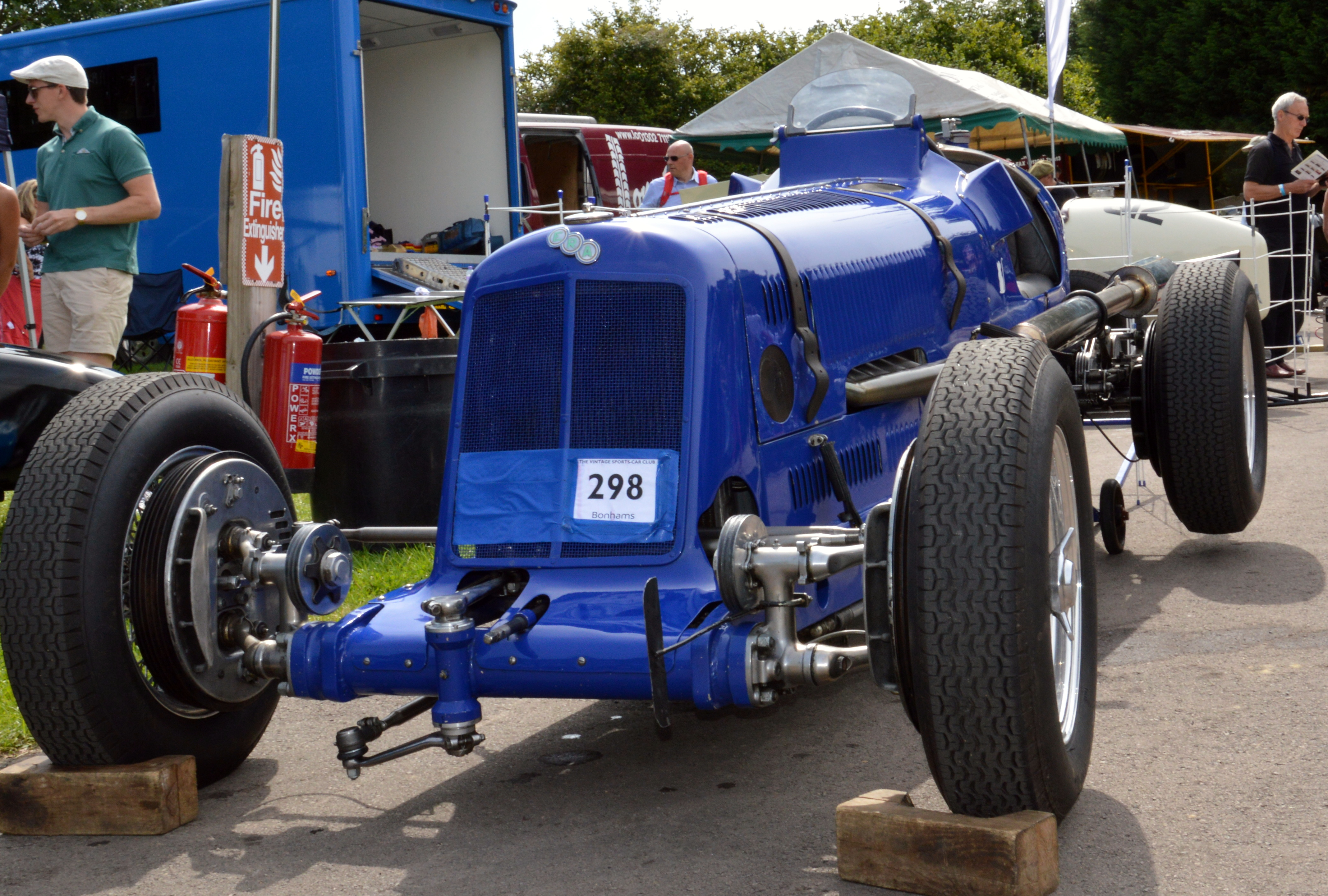
ERA R12C, Baujahr 1937

Humphrey Wyndham Cook (* 16. März 1893 in London; † 13. August 1978 ebenda) war ein britischer Autorennfahrer und der Gründer von English Racing Automobiles. 

## Karriere als Rennfahrer
Humphrey Cook war Ende der 1920er- und zu Beginn der 1930er-Jahre als Rennfahrer aktiv. Mehrmals startete er bei Rennen auf der Bahn von Brooklands, wo er 1929 als Partner von Leslie Callingham im von Walter Owen Bentley gemeldeten Bentley 4 ½ Litre beim 6-Stunden-Rennen den dritten Gesamtrang erreichte. Weitere Platzierungen waren unter anderem der siebte Rang bei der RAC Tourist Trophy 1928 und der fünfte Rang beim Großen Preis von Irland 1930.
Seine einzige Teilnahme beim 24-Stunden-Rennen von Le Mans endete 1931 mit einem Chassisbruch am Aston Martin 1½ International.

## ERA
1933 gründete Cook gemeinsam mit Raymond Mays und Peter Berthon English Racing Automobiles, bekannt als ERA. Das Unternehmen war in Lincolnshire ansässig und produzierte Monoposto-Rennwagen.

## Statistik

### Le-Mans-Ergebnisse
| Jahr | Team              | Fahrzeug                      | Teamkollege  | Platzierung | Ausfallgrund      |
| ---- | ----------------- | ----------------------------- | ------------ | ----------- | ----------------- |
| 1931 | Aston Martin Ltd. | Aston Martin 1½ International | Jack Bezzant | Ausfall     | Chassis gebrochen |